# Bzzlletin
Bzzlletin was een Nederlands literair tijdschrift. Het blad werd uitgegeven tussen 1972 en 2004. Er zijn in die periode van 32 jaargangen 291 uitgaven verschenen. Naast themanummers waren er ook uitgaven speciaal over één of meer schrijvers. Vaak stond dan het gehele oeuvre en schrijverschap van een auteur centraal. Door het terugdraaien van subsidies besloot uitgeverij BZZTôH uit Den Haag na 291 uitgaven in 2004 te stoppen met het literaire tijdschrift, om zich meer te kunnen richten op het uitgeven van boeken.
Het tijdschrift werd berucht omdat de redactie nooit brieven opende van schrijvers die ze niet kenden. Alleen de auteurs uit de eigen stal van de uitgever werden aanvaard.